# Романенко, Пётр Логвинович
Пётр Логвинович Романенко (11 июня 1905, Хустянка, Бурынский район — 22 августа 1985, Москва) — советский военачальник, Герой Советского Союза (21.02.1944). Генерал-лейтенант (31.05.1954).

## Биография
Родился 11 июня 1905 года в селе Хустянка (ныне Сумская область Украины) семье крестьянина. С 1913 года проживал в селе Благодатное (ныне — в Ставропольском крае). Окончил сельскую школу. Был членом райкома комсомола в селе Петровское в Северо-Кавказском крае.
В октябре 1927 года был призван в Красную Армию. Служил в 66-м стрелковом полку 22-й стрелковой дивизии Северо-Кавказского военного округа (Краснодар), в котором в 1928 году окончил полковую школу. В 1928 году вступил в ВКП(б), в этом же году направлен на дальнейшую учёбу. В 1929 году окончил Орджоникидзевское военное пехотное училище. После выпуска из училища был направлен на службу в пограничные войска ОГПУ, служил в 24-м Могилёв-Подольском пограничном отряде ОГПУ: помощник начальника и начальник пограничной заставы, начальник штаба пограничной комендатуры, комендант 2-й комендатуры отряда. В мае 1939 года направлен на учёбу и в 1941 году окончил Военную академию РККА имени М. В. Фрунзе.
Участник Великой Отечественной войны: в июле 1941 года капитан Романенко направлен в действующую армию начальником 2-го (разведывательного) отделения штаба 128-й стрелковой дивизии 27-й армии Северо-Западного фронта, затем в составе этой дивизии сражался в Новгородской армейской оперативной группе и в 48-й армии Ленинградском фронте, а в сентябре дивизия была передана в 54-ю армию. Участвовал в Ленинградской оборонительной, первой Синявинской (1941), второй Синявинской (1941), Тихвинской и Любанской наступательных операциях. В декабре 1941 года назначен начальником 1-го (оперативного) отделения штаба этой дивизии, в январе 1942 — заместителем начальника штаба, в марте — начальником штаба дивизии, которая в январе 1942 года была передана в 8-ю армию и участвовала в Синявинской операции 1942 года. В ноябре 1942 года, будучи в звании полковника, П. Л. Романенко назначен заместителем командира дивизии. Участвовал в январе 1943 года в операции «Искра» по прорыву блокады Ленинграда.
В июне 1943 года назначен командиром 73-й морской стрелковой бригады, с которой участвовал в Мгинской наступательной операции. При этом в конце августа был обвинён в «беспечности и в бездеятельности при руководстве бригадой» и отстранён от должности, но через три месяца пребывания в распоряжении Военного совета Ленинградского фронта был даже повышен в должности.
В ноябре 1943 года принял командование 131-й стрелковой дивизией, которая перед этим была передана во 2-ю ударную армию генерала И. И. Федюнинского Ленинградского фронта и производила передислокацию на Ораниенбаумский плацдарм. Во главе этой дивизии особенно отличился в операции «Январский гром» (в советский историографии Великой Отечественной войны известная также под наименованием «Красносельско-Ропшинская операция») — первом этапе Ленинградско-Новгородской стратегической операции. Перейдя в наступление 14 января 1944 года, 131-я стрелковая дивизия за четыре дня прорвала многоэшелонированную немецкую оборону (которая строилась на этом участке фронта с сентября 1941 года), глубоко охватила с фланга ропшинскую группировку противника и совместно с другими частями 2-й ударной армии 19 января отличилась при взятии штурмом Ропши. Среди трофеев дивизии были несколько батарей тяжелой артиллерии, обстреливавших блокадный Ленинград.
Указом Президиума Верховного Совета СССР «О присвоении звания Героя Советского Союза офицерскому, сержантскому и рядовому составу Красной Армии» от 21 февраля 1944 года за «образцовое выполнение боевых заданий командования на фронте борьбы с немецкими захватчиками и проявленные при этом отвагу и геройство» удостоен звания Героя Советского Союза с вручением ордена Ленина и медали «Золотая Звезда». Его дивизия за эту операцию была награждена орденом Красного Знамени (23.03.1944) и получила почётное наименование «Ропшинская» (21.02.1944).
Продолжал командовать этой дивизией до Победы, стал генерал-майором (воинское звание присвоено 22.06.1944). Участвовал в Нарвской операции и в освобождении Нарвы 26 июля 1944 года, в Таллинской наступательной операции и в Моонзундской десантной операции. Там в ноябре 1944 года дивизия завершила свой боевой путь. Далее вплоть до лета 1945 года она несла противодесантную службу на Моонзундском архипелаге Эстонской ССР.
После войны продолжил службу. Командовал той же дивизией, в мае 1946 года назначен командиром 29-й гвардейской стрелковой дивизии, в июле 1946 — командиром 8-й гвардейской стрелковой Панфиловской дивизии. В декабре 1946 года убыл на учёбу.
В 1948 году окончил Высшую военную академию имени К. Е. Ворошилова. С декабря 1948 года служил в ней же старшим преподавателем. С января 1953 года — заместитель командира 9-го стрелкового корпуса в Группе советских оккупационных войск в Германии, в феврале 1954 года назначен командиром этого корпуса. С июня 1956 года служил заместителем начальника по учебной и научной работе Высших офицерских курсов «Выстрел». В декабре 1961 года генерал-лейтенант П. Л. Романенко уволен в запас.
Скончался в Москве 22 августа 1985 года, похоронен на Кунцевском кладбище.

## Семья
Родители — крестьяне Логвин Гаврилович и Домна Васильевна Романенко. Всего было 5 братьев Романенко и одна сестра:
- Порфирий Логвинович Романенко (1887?—1963) — участник гражданской войны, красноармеец 1-й Конной Армии, в Великой Отечественной войне не участвовал, похоронен на Долгопрудненском кладбище.
- Прокофий Логвинович Романенко (1897—1949) — генерал-полковник, командующий рядом армий в Великой Отечественной войне. Похоронен на Новодевичьем кладбище в Москве.
- Василий Логвинович Романенко (1902—1943). Пропал без вести в звании старшего сержанта и должности командира взвода.
- Пётр Логвинович Романенко (1905—1985) — генерал-лейтенант, похоронен на Кунцевском кладбище.
- Николай Логвинович Романенко (1907—1943). Пропал без вести в звании батальонного комиссара и должности военкома 344-го горно-стрелкового полка.

Пётр Логвинович Романенко был женат. Жена — Романенко Мария Максимовна (умерла в 2003 году). Дети: Алина и Всеволод (умер). Внуки: Андрей, Константин (умер), Евгений и Юлия.

## Награды
- Героя Советского Союза (21.02.1944);
- Два ордена Ленина (21.02.1944, 1953);
- Три ордена Красного Знамени (2.04.1943, 5.10.1944, 6.11.1947);
- Орден Александра Невского (8.12.1944);
- Орден Отечественной войны 1-й степени (11.03.1985);
- Орден Красной Звезды (3.11.1944);
- Медаль «За оборону Ленинграда» (вручена в 1943);
- Другие медали СССР.

## Память
- Его именем названа улицы в посёлке Ропша и селе Благодатном, он также является почётным гражданином города Нарва.
- Барельеф Героя установлен на Аллее Славы в Светлограде.